# Salem (New Jersey)
Salem è un comune degli Stati Uniti d'America, nella Contea di Salem, nello Stato del New Jersey. Come da censimento del 2010 degli USA, la città conta 5.146 abitanti.